# Screaming Life
Screaming Life è l'EP di debutto della band alternative rock americana dei Soundgarden, pubblicato il giorno 1º ottobre 1987 dalla Sub Pop. Screaming Life fu successivamente unito al successivo EP della band, Fopp (1988), e ripubblicato col titolo di Screaming Life/Fopp nel 1990.

## Registrazione
L'EP è stato registrato a Seattle, Washington ai Reciprocal Studios col produttore Jack Endino, che produsse anche album dei Nirvana e dei Mudhoney.

## Tracce
1. Hunted Down – 2:32
2. Entering – 4:36
3. Tears to Forget – 2:00
4. Nothing to Say – 4:00
5. Little Joe – 4:31
6. Hand of God – 4:27

## Formazione
- Matt Cameron – batteria
- Chris Cornell – voce
- Kim Thayil – chitarra
- Hiro Yamamoto – basso

## Curiosità
La prima edizione del vinile (numero di catalogo SP12) ha una scritta incisa sulla parte interna del bordo del disco con la quale i Soundgarden tributano due dei primi gruppi grunge. Sul lato A appare: Buy Green River (ovvero: "Compra i Green River"). Sul lato B appare invece: Buy Malfunkshun (ovvero "Compra i Malfunkshun").